# Michio Ashikaga
Pour les articles homonymes, voir Ashikaga.
Michio Ashikaga (足利 道夫, Ashikaga Michio) né le 22 mai 1950 dans la préfecture d'Akita au Japon est un footballeur japonais.